# الطاهر الحداد
طاهر بن علي بن بلقاسم الحداد (1317 هـ - 1353 هـ /1899 - 7 ديسمبر 1935) مؤلف ونقابي ومنظر تونسي. نشط من أجل حقوق العمال النقابية التونسية، وتحرير المرأة التونسية ومنع تعدد الزوجات في العالم المسلم.

## سيرة
ولد الطاهر بن علي بن بلقاسم الحداد سنة 1899 بتونس العاصمة، حيث استقر مع والده بعد نزوحهما إلى العاصمة من حامة قابس مسقط رأسيهما، نشأ في وسط متواضع، تلقى تعليمه في الكتّاب، ثم بجامع الزيتونة وله من العمر اثنتا عشرة سنة بعد وفاة والده سنة 1920م غادر الحداد جامع الزيتونة إثر حصوله على شهادة التطويع ليشتغل ماسك دفاتر وكاتبا بالجمعية الخيرية. في عام 1921م التحق بمدرسة الحقوق العليا التونسية وكان مهتما بالنشاط السياسي والنقابي في إطار الحزب الحرّ الدستوري القديم حتّى عام 1930م. 
بدأ حياته كاتبا في جرائد «الأمة» و«مرشد الأمة» و«أفريقيا»، اصطفاه  الشيخ عبد العزيز الثعالبي من زمرة قليلة ليكون أحد مؤسسي الحزب الحر الدستوري التونسي (1920). 
جاء محمد علي الحامي بأفكار تُغيّر الطبائع فكان الحداد عضده الأيمن ورأسه المفكر فأسس معه جامعة عموم العملة التونسية في 1924 ولم يكتب لتلك الحركة أن تعمّر طويلا بل سرعان ما بادرت سلطات الاستعمار إلى حلها في فيفري 1925. لم ييأس الحداد بل واصل النضال وأرخ لتلك الحركة في كتابه الأشهر «العمال التونسيون وظهور الحركة النقابية» (1927) الذي صادرته سلطات الاستعمار ومنعت تداوله.
واصل الحداد في نشر أفكاره وقد رأى أن الإصلاح لا يقوم بغير الصلاح: صلاح الناس والأفكار... فكتب لإصلاح العائلة والمنزل وتحرير المرأة فجُرّد من شهائده العلمية ومنع من حق الزواج وممارسة أبسط حقوق المواطنة وطالبوا بإخراجه من الملّة واخرج قسرا من قاعة الامتحانات ومنع من العمل بسبب كتاب وسمه بـ امرأتنا في الشريعة والمجتمع سنة 1930. واصل النضال وكتب كتابا عن إصلاح التعليم الزيتوني تحت عنوان التعليم الإسلامي وحركة الإصلاح في جامع الزيتونة كما صدر له كتاب تضمن أشعاره وآخر تضمّن خواطره، وثلاثتها لم تر النور إلا بعد وفاته وبعد سنوات من الاستقلال.
في الفترة التي ألف كتابه امرأتنا في الشريعة والمجتمع، حُرم الحداد من الحصول على شهادة الحقوق وطُرد من قاعة الامتحان بأمر ملكي لما احتواه هذا الكتاب من تجرأ على ثوابت الدين. أقيم حفل تكريم للحداد بمناسبة صدور كتابه عن المرأة من قبل أصدقاءه ومناصريه بحديقة البلفيدير يوم 17 أكتوبر 1930. وكان من بين الحاضرين احمد الدرعي، عبد الرحمان عطية، الطيب الدباب، زين العابدين السنوسي والشيخ محمد السعيدي. هاجم العلماء والمشايخ والمفكرون بشدة كتاب حداد وكان على رأس منتقديه الشيخ محمد الصالح بن مراد الذي ألف كتابا للردّ عليه بعنوان: «الحداد على امرأة الحدّاد». والشيخ عمر البري المدني الذي ألف كتابا بعنوان «سيف الحق على من لا يرى الحق»، وتوج هذا الهجوم بفتوى وقعت من لجنة يرأسها العلامة الطاهر بن عاشور وانتهت بحجز الكتاب. كما شنت الصحافة التونسية وبعض الصحف المشرقية حملة ضد الكتاب وصاحبه، كصحيفة الزهرة والوزير والنهضة، ومن بين عناوين مقالات ما نشر فيها «حول زندقة الحداد» و«موقف الصحافة العربية حول نازلة الطاهر الحداد» و«خرافة السفور» و«أين يصل غرور الملحدين». بسبب هذه الوقفة القوية من علماء تونس وبعد أن نبذه المجتمع وسخط عليه الشعب التونسي، آثر الحداد الانطواء والعزلة على الظهور إلى أن توفي يوم 7 ديسمبر
توفي الحداد يوم 7 ديسمبر 1935 ولم يسر في جنازته سوى نقر قليل من إخوان الصفاء وخلاّن الوفاء. 

## أفكاره
كان من جملة ما دعا إليه الحداد في كتابه: الدعوة لتحرر المرأة المسلمة مما زعم أنها قيود تكبلها داخل مجتمعاتها، والمطالبة بالطلاق المدني وألا يكون من حق الرجل فقط الذي قد يسيء استخدامه ولكن يرجع فيه إلى القضاء، كما عبر عن رفضه لتعدد الزوجات معتبرا أنه سنة سيئة ورثت من أيام الجاهلية، ودعا إلى ممارسة المرأة الألعاب الرياضية وأن تقبل على هذه الألعاب وأن تسعى لمجاراة أختها الأوربية في ما تقوم به.
انتهت هذه الأفكار إلى القانون الوضعي التونسي في مجلة الأحوال الشخصية الصادرة في 3 أوت 1956 حيث:
- أقر بأهلية المرأة لتزويج نفسها مما يستحيل معه عضلها عن الزواج أو تزويجها دون رضاها.
- منع تعدد الزوجات إذعانا للشرط الإلهي بوجوب العدل واحتراما للجزم الإلاهي باستحالته وسعيا لضمان استقرار الأسرة التونسية.
- أقر الطلاق القضائي حتى لا تطلق يد الرجل في التطليق مع إقرار إجراءات مصالحة قضائية وآجال تفكير وذلك في ثلاث حالات:

1. التراضي بين الطرفين.
2. الضرر الواقع على أحدهما.
3. طلب احدهما التطليق من القاضي، وفي هذه الحالة على طالب التطليق دفع غرامة للطرف الثاني.

كما انتهت إلى القوانين المؤطرة للمنظومة التربوية التي أقرت المساواة بين الجنسين في التمتع بحق التعليم المجاني والإجباري منذ سنة 1958، وانتهت إلى القانون الانتخابي الذي أقر حق المرأة في أن تكون ناخبة ومنتخبة منذ السنوات الأولى للاستقلال، وانتهت إلى قانون الشغل والوظيفة العمومية الذين لا يقران أي تمييز في الاجور أو الامتيازات بين المرأة والرجل بل ويقران عديد الامتيازات للمرأة الأم.
أما «نزع الحجاب» فلم يرد به أي نص رسمي تونسي حتى سنة 1981.